# オイゲン・ヘリゲル

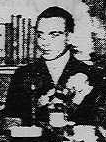
オイゲン・ヘリゲル

オイゲン・ヘリゲル（Eugen Herrigel、1884年3月20日 - 1955年4月18日）は、ドイツの哲学者。海外では日本文化の紹介者として知られている。特に弓道を通して禅をひろく海外へ紹介した。

## 来歴
1884年3月20日、リヒテナウに地元校の教頭の三男として生まれ、父の転勤でハイデルベルクに移る。1903年にギムナジウムを卒業し、1907年よりハイデルベルク大学で神学を学び、1908年よりヴィルヘルム・ウィンデルバント、エミール・ラスク、ハインリヒ・リッケルトから新カント派哲学を学んで1913年に博士号を取得、1914年～1916年、第一次世界大戦に従軍後、ハイデルベルク大学に戻り私講師として哲学を講義した。
1923年には日本人留学生の大峽（大巌）秀榮とアウグスト・ファウストによる禅のアンソロジー“Zen: Der lebendige Buddhismus in Japan”(禅―日本における生ける仏教)の校訂を手伝った。
1924年5月に東北帝国大学に招かれて妻とともに来日、1929年10月まで哲学を担当、その間、同大学弓道部師範の阿波研造から弓道の指導を受けた。日本から帰国後、エルランゲン大学で哲学正教授を務め、1937年にナチに入党、1938年に同大副学長に就任、1941年にはバイエルン科学アカデミー正会員となり、1944年に同大学長に昇任するが、1945年の終戦以降は正教授まで降格させられる。戦後、非ナチ化法廷によって罪に問われ、「消極的な同調者」との判決を受けた。1948年に教授を引退。1955年、肺がんで死亡。

## ナチスとの関わり
ユダヤ人哲学者ゲルショム・ショーレムは友人から聞いた話としてヘリゲルが確信的なナチであったことを指摘している。ナチスの教育統制下にあった1944-1945年に大学学長の職にあったことなど、ヘリゲルのナチス関連情報は、現在（2002年時点）流布しているヘリゲルの著書の著者紹介からは抹消されている。精神的な禅の体現者・紹介者のヘリゲルとナチスを関連づけたくない翻訳者や出版社らの手によって隠されたと思われる。
哲学者としてのヘリゲルは、精神生活の前提条件に「血統」と「人種」を置き、新しい反実証主義の哲学者としてニーチェを称揚した。ニーチェの著作には「主人の精神と奴隷の精神」があるといい、その支配―被支配の関係をドイツ人とユダヤ人に移し、差別を正当化しようとした。1923年には師のハインリヒ・リッケルトの依頼を受けて、第一次世界大戦で戦死したユダヤ人哲学者ラスクの全集（全3巻）を編纂刊行している。同じリッケルト門下で同僚のファウストやヘルマン・グロックナーからは、ヘリゲルの人間性に疑問が呈されていた。ファウストはリッケルトや大峽から全幅の信頼をかち得たヘリゲルを嫌い、彼ら三人を生まれつきの役者と毒づき、ヘリゲルを芝居じみた計算高い人間、ほらふき男と断罪した。なお、ファウストもヘリゲルと同時期にナチに入党し、より急進的活動家であったが、ナチス・ドイツ末期に自殺した。

## 日本文化との関わり

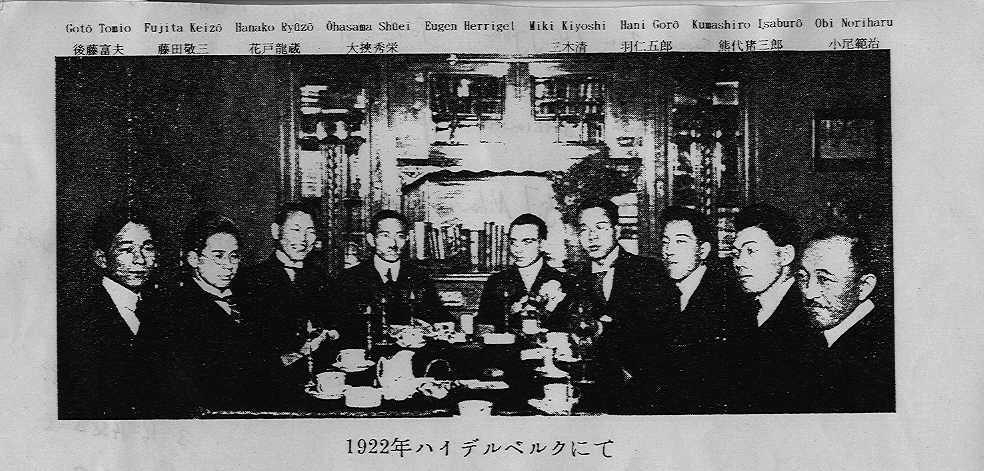
1922年、ハイデルベルクの大峽秀栄のアパートでヘリゲルと日本人留学生たち。左から後藤富夫、藤田敬三、花戸龍蔵、大峽、ヘリゲル、三木清、羽仁五郎、熊代猪三雄、小尾範治

1920年代のドイツはスーパーインフレ下にあり、為替による経済的恩恵に浴した日本人留学生は地元の大学の教員を家庭教師に雇うなどしており、ヘリゲルも大峽秀栄、天野貞祐、石原謙、 北聆吉、 三木清ら哲学系の日本人留学生と交流があった。とくに大峽と北とは読書会を開く仲であり、学生時代から研究していたドイツ神秘主義をより深く理解する鍵として、二人から禅についての知識を得ていた。大峽（1883年生）は東京帝国大学哲学科卒の教師で、文部省派遣の留学生であり、円覚寺の釈宗演の弟子釈宗活から印可を得た禅宗の在家信者でもあった。ドイツ神秘主義のマイスター・エックハルトに惹かれていたヘリゲルは、その思想の根底にある自己から離脱（Abgeschiedenheit）する経験に至る方途がなく、その研究を断念していたが、大峡から禅仏教の存在を聞き、日本ではまさに自己からの離脱を眼目とする修行法の伝統が現代まで受け継がれていることに驚いたという。
ヘリゲルは1924年（大正13年）、東北帝国大学に招かれて哲学を教えるべく来日、1929年（昭和4年）まで講師を務める。二人の通訳には小町谷操三があたった。
1920年代当時は弓道家の政治家としては法曹会・検事総長の小山松吉（のちの思想検事・司法大臣）がおり、教育機関においても、1924年（大正13年）に都下学生弓道連盟（現東京都学生弓道連盟）設立、1930年（昭和5年）に日本学生弓道連盟（現全日本学生弓道連盟）が設立されるなど弓道の組織が著しく発展した。ヘリゲルは、阿波研造を師として弓の修行に励み、ドイツに帰国する頃には阿波から五段の免状を受けた。
帰国後の1936年、その体験を元に"Die ritterliche Kunst des Bogenschiessens（騎士的な弓術）"と題して講演をする。1941年には日本でこの講演の邦訳『日本の弓術』（柴田治三郎訳、新版：岩波文庫）が出版された。1948年には同じ内容をヘリゲル自身が書き改めた『Zen in der Kunst des Bogenschießens（弓術における禅）』が出版され、1956年には日本でその邦訳『弓と禅』（稲富栄次郎・上田武訳、協同出版のち福村出版）が出版されたほか、英訳、ポルトガル語訳も刊行された。
1953年にはドイツを訪問した鈴木大拙と会っている。

## 評価
『Zen in der Kunst des Bogenschießens（弓術における禅）』は、無心を体験することに弓道の奥義があると唱えた師のもとでヘリゲルが弓道を学ぶ中で、身体遣いが変わり、精神集中を強め、技を深め、ついに無心の射を経験するまでの過程を整理して著したもので、ヘリゲルは意識を超えた無心の行為を「禅」と表現しており、弓道だけでなく華道や墨絵などの芸道でも奥義は無心となることだと説いた。そのため、本書は欧米では弓道の書というよりも、禅の何たるかを描いた書として読まれ、1938年に刊行された鈴木大拙の『禅と日本文化』とともに禅への入門書として有名になったが、日本では、弓と禅を結び付けたのはこの時期の阿波らなど一部であるため、弓道を神格化するものであると批判も出た。
ヘリゲルは日本文化の根源に仏教や禅の精神性を見出したとしている。”Zen in the Art of Archery”には、阿波研造が1本目の矢に2本目の矢を当てた際にichではなくEs（エス）（「それ」）が射るといったという有名なエピソードがある。これに対し元ドイツ弓術連盟会長フェリックス・ホフ（Feliks F. Hoff）は、弟子がよいパフォーマンスを見せたときに「今のはよかった」という意味で発した日本語の「それです」をドイツ語: Esを主語にしたため意味が変わってしまったという説をとなえた。
日本に関係する著作としては、ヘリゲルが戦時中に執筆した未翻訳のエッセイ「国家社会主義と哲学」（1935、未公刊）、「サムライのエトス」(1944)、「日本民族の生活と文化における伝統」(1942)の3本が2006年から秋沢美枝子と山田奨治によって新たに紹介された。「日本民族の生活と文化における伝統」の内容は、日本文化の伝統性、精神性、花見の美学、輪廻、天皇崇拝、犠牲死の賛美について論じたものだが、『弓と禅』で論じた高尚な日本文化論とは対照を為す玉砕の美学を語る点や、彼の信念であったはずの日本文化＝禅仏教論には触れずに、そのかわりに国家神道を日本文化の精神的な支柱に位置づけている点に特徴がある。
当時の禅宗の影響が濃くうかがえる。

## 邦訳
- 『日本の弓術』（柴田治三郎訳、新版：岩波文庫、1941年）- 講演'Die ritterliche Kunst des Bogenschiessens'の邦訳
- 『弓と禅』（稲富栄次郎・上田武訳、協同出版のち福村出版、1956年）- 'Zen in der Kunst des Bogenschießens'の邦訳
- 『禅の道』（榎木真吉訳、講談社学術文庫、1991年）- 遺稿集
- 『無我と無私』（藤原美子訳、ランダムハウス講談社、2005年）- 'Zen in der Kunst des Bogenschießens'の英訳からの邦訳。誤訳や事実誤認ありとの指摘がある[10]
- 『新訳 弓と禅　付・「武士道的な弓道」講演録』（魚住孝至訳・解説、角川ソフィア文庫、2015年）- 'Zen in der Kunst des Bogenschießens'、'Die ritterliche Kunst des Bogenschiessens'の邦訳

## 親族
父のゴッドローブ（1926年没）は教育者であり、オルガン奏者としても知られ、ハイデルベルクの教会でもしばしば招かれて演奏した。1915年の引退後は自宅に日本人など留学生を下宿させていた。オイデンの兄にあたる長男、次男は牧師、長女はフランス語教師となった。
最初の妻バネロッセは身重のままオイゲンとともに来日し、仙台で女児を死産、その5日後に亡くなった。1925年に再婚し、後妻アウグスティは日本で生け花を学び、『生花の道』を著した。